# Alphaville Amiga Compilation
Alphaville Amiga Compilation – album kompilacyjny zespołu Alphaville, który został wydany w 1988 roku nakładem wytwórni Amiga. Został wydany tylko w NRD, dwa single: "To Germany with Love" oraz "Summer in Berlin" zostały usunięte ze względu na powody polityczne.

## Lista utworów
1. „Big in Japan” – 4:43
2. „Forever Young” – 3:45
3. „Sounds Like a Melody” – 4:42
4. „The Jet Set” – 4:52
5. „Lies” – 3:32
6. „A Victory of Love” – 4:14
7. „Dance With Me” – 3:59
8. „Sensations” – 4:24
9. „Carol Masters” – 4:32
10. „Universal Daddy” – 3:57
11. „Fantastic Dream” – 3:56
12. „Red Rose” – 4:05